# Guzel Manyurova
Guzel Manyurova, née le 24 janvier 1978 à Saransk, est une lutteuse libre russo-kazakhe.

## Biographie
Aux Jeux olympiques d'été de 2004 à Athènes, elle remporte pour la Russie la médaille d'argent en catégorie des moins de 72 kg.
Le 9 août 2012, c'est sous les couleurs du Kazakhstan qu'elle obtient la médaille de bronze aux Jeux olympiques de Londres en catégorie des moins de 72 kg.